# Nobilis Márió
Nobilis Márió (Budapest, 1965. szeptember 19. –) magyar katolikus pap a Székesfehérvári Egyházmegye kötelékében.

## Pályafutása

### Fiatal évei
Budai családban született, gyerekkorában a szüleivel számos dunántúli településen élt hosszabb-rövidebb ideig, de élete korai szakaszának, eszmélése időszakának zömét Tatabányán töltötte, ahol apja a bányavállalat tervezőirodáján dolgozott. Középiskolai tanulmányait Pannonhalmán, a bencés gimnáziumban folytatta, majd az ottani érettségit követően – műemléki helyreállításokra szakosodott építészmérnök édesanyjának segítségével – két éven keresztül dolgozhatott a Műemléki Felügyelőség fotótárában.
A munkával töltött két év alatt döntötte el, hogy papi pályára lép, e döntésében nagy szerepet játszott anyai nagyapja fivérének, a 82 évesen elhunyt dr. Waigand József atyának a példamutatása is, aki teológiai doktorátusi címmel rendelkező, és hitvallásáért az 1950-es években keményen meghurcolt tanár, életében sok gyerek példaképe volt. Meghatározó volt számára továbbá a döntése meghozatalakor több bencés tanárának és néhány más papnak az életpéldája is. Budapesten végezte el a teológiai főiskolát, és 1991. június 24-én szentelték pappá Székesfehérvárott.

### Pappá szentelése után
Első papi állomáshelye a káposztásmegyeri Szentháromság-plébánia volt, ahol csak rövid ideig tevékenykedett, majd négy évre Dunaújvárosba helyezték káplánnak, ahol maga számára is meglepően jól megértette magát a lakosokkal, lévén, hogy maga is egy hasonló, szocialista iparvárosban nevelkedett. Ottani éveinek legfontosabb eredményei között tartotta számon az egyházközségben megszerveződött ifjúsági közösséget.
1995 augusztusában került Piliscsabára plébánosnak és egyetemi lelkésznek, majd Haut József pilisszentiváni plébános hirtelen halálát követően ő lett a pilisszentiváni egyházközség plébánosa is; még e minőségében kapott püspöki tanácsosi címet, 1997-ben. 1998-ig szolgált a pilisi régió településein, majd abban az évben Tökölre helyezték, a Csepel-szigeti településnek 2003-ig volt plébánosa. 2003-ban a püspökségi székhelyre, Székesfehérvárra kapott kinevezést, ekkor a Szent Imre-templom templomigazgatója lett. E tisztséget 2009-ig töltötte be; egyidejűleg titkára, majd a következő évtől, 2004-től igazgatója lett az Országos Lelkipásztori Intézetnek is.
A 2005-ös évtől kezdve további – főként oktatási jellegű – egyházmegyei feladatokat is rábíztak, így ő lett az Egyházmegyei Iskolai Iroda irodavezetője, valamint a Szent Imre Általános Iskola és Óvoda iskolabiztosa, és ugyanebben az évben kapott főiskolai tanársegédi kinevezést is a Sapientia Szerzetesi Hittudományi Főiskolára. Ifjúsági téren kifejtett munkája elismeréseként 2009-ben az ifjúsági munka egyházmegyei és országos összehangolásának püspöki biztosa is ő lett; ugyanebben az évben pápai kápláni címmel is kitüntették.
2011-ben hazai tevékenységeit felfüggesztve Rómában kezdett tanulmányokat, melyeket 2014-ben fejezett be. 2014 óta a Sapientia Szerzetesi Hittudományi Főiskola főiskolai adjunktusaként és 2021-ig a budaörsi Nepomuki Szent János-plébánia kisegítő lelkészeként, 2021-től ugyanezen hely plébániai kormányzójaként tevékenykedik.